# ماسیمو مارینو
ماسیمو مارینو (ایتالیایی: Massimo Marino؛ زادهٔ ۴ ژوئن ۱۹۵۴) دوچرخه‌سوار اهل ایتالیا است. وی در بازی‌های المپیک تابستانی ۱۹۷۲ و ۱۹۷۶ شرکت کرده‌است.